# Jon Lord

Jon Lord (1973)

John Douglas „Jon“ Lord (* 9. Juni 1941 in Leicester, England; † 16. Juli 2012 in London) war ein britischer Musiker. Er wurde in erster Linie als Gründungsmitglied der Hardrock-Band Deep Purple bekannt. Lord gilt als einer der Wegbereiter der Kombination von Rock mit Klassik.

## Leben

### 1950er und 1960er Jahre
Sowohl sein Vater als auch seine Tante waren Performance-Künstler, die ihr Talent als Duo mit einer lokalen Tanzgruppe zur Aufführung brachten. Erste musikalische Aktivitäten entwickelte Lord am Klavier der Familie, an dem er ab dem Alter von fünf Jahren klassischen Unterricht bekam. Als Teenager beeindruckte ihn die musikalische Performance von Jazz-Organisten wie Jimmy Smith, und die von Pionieren des Rock-’n’-Roll-Pianos wie Jerry Lee Lewis.
Mit neunzehn Jahren zog Lord 1960 nach London, wo er an der Central School of Speech and Drama Schauspiel studierte. Als sich 1963 davon das Drama Centre London abspaltete, wechselte Lord mit anderen Lehrern und Schülern dorthin und schloss dort 1964 sein Studium ab. Von der Musik des Swinging London angezogen, begann Lord in diversen Jazz- und Rhythm-and-Blues-Combos zu spielen, die überwiegend in kleineren Kneipen und als Clubgigs in der Region London auftraten. 
Erste Erfolge konnte er mit der Bill Ashton Combo feiern, einer Jazzgruppe, die sich nach dem Saxofonspieler benannte. Im Jahre 1963 wechselte Lord zu der von Derek Griffiths geleiteten Band Red Blood and his Bluesicians, was ihm ermöglichte, an seine erste elektrische Orgel zu kommen. Nach eigener Aussage ist er in der Aufnahme des Kinks-Hits You Really Got Me als Pianist zu hören.
Die nächsten Jahre erspielte sich Lord die Fähigkeiten zum Profimusiker. Er trat als Organist den bluesig-rockigeren Artwoods bei, deren Bandleader Art Wood, der ältere Bruder des späteren Rolling Stone Ron Wood, war. Die Artwoods veröffentlichten mehrere Singles und EPs, darunter ein heutiges Sammlerstück, Art Gallery, traten in Fernseh- und Radiosendungen auf und hatten viele Konzerte, schafften jedoch keine Hitparadenplatzierung, so dass sie sich bald wieder auflösten, nachdem ihr letzter Versuch, die Charts unter dem Pseudonym St. Valentine’s Day Massacre zu erreichen, ebenfalls scheiterte. Ron Wood nahm mit Lord später drei Instrumentalnummern unter dem Namen Santa Barbara Machine Head auf.

### Deep Purple
The Flower Pot Men, die eher ein Gesangsensemble waren und einen psychedelischen Hit hatten, waren für eine gebuchte Tournee auf Musikersuche und engagierten Jon Lord sowie Nick Simper und den Schlagzeuger Carlo Little, der bei den Screaming Lord Sutch’s Savages bereits an Ritchie Blackmores Seite spielte.
Kurz darauf gründeten Jon Lord und Ritchie Blackmore Deep Purple, auch Nick Simper wurde als Bassist engagiert. Zwischen 1968 und 1976 galt Deep Purple als eine der populärsten und kreativsten Bands, wobei Jon Lords virtuoses Hammond-Orgelspiel maßgeblichen Anteil hatte.
Zwischen den Aufnahmen diverser Hardrockalben und zahlreichen Welttourneen mit Deep Purple fand er immer wieder Zeit für Soloprojekte. Zeitweise mit Unterstützung durch Deep Purple, wie 1969 bei Concerto for Group and Orchestra oder in Form von Soloalben, wie Sarabande oder Gemini Suite, verband er Rockmusik mit klassischer Musik. Für den Film The Last Rebel (1971) schrieb er mit Tony Ashton die Musik, die von Ashton, Gardner & Dyke eingespielt wurde.

### Paice Ashton Lord und Whitesnake
Nachdem sich Deep Purple 1976 das erste Mal aufgelöst hatte, gründeten Jon Lord, Ian Paice und Tony Ashton die Band Paice Ashton Lord, die 1977 das Album Malice in Wonderland veröffentlichte. Nach einer Tournee und noch während der Vorbereitungen für ein weiteres Album löste sich Paice Ashton Lord schon 1978 wieder auf.
Jon Lord wurde daraufhin Keyboarder bei David Coverdales Whitesnake, wohin ihm 1979 Ian Paice folgte. Während der erfolgreichen Jahre bei Whitesnake gastierte Jon Lord auf diversen Alben von Cozy Powell, Graham Bonnet und vielen anderen und nahm mit Before I Forget ein weiteres Soloalbum auf.

### Deep-Purple-Reunion und endgültiger Ausstieg aus der Band
Jon Lord, der Whitesnake 1984 zu Gunsten eines Neubeginns mit Deep Purple verlassen hatte, nahm mit der Gruppe weitere sechs Alben auf und gastierte mit ihr weltweit.
2002 trennten sich Deep Purple und Jon Lord, der sich nun Soloprojekten widmete. Sein letztes Konzert mit Deep Purple gab er am 19. September 2002 in Ipswich (England).

### Spätere Soloprojekte und Tod

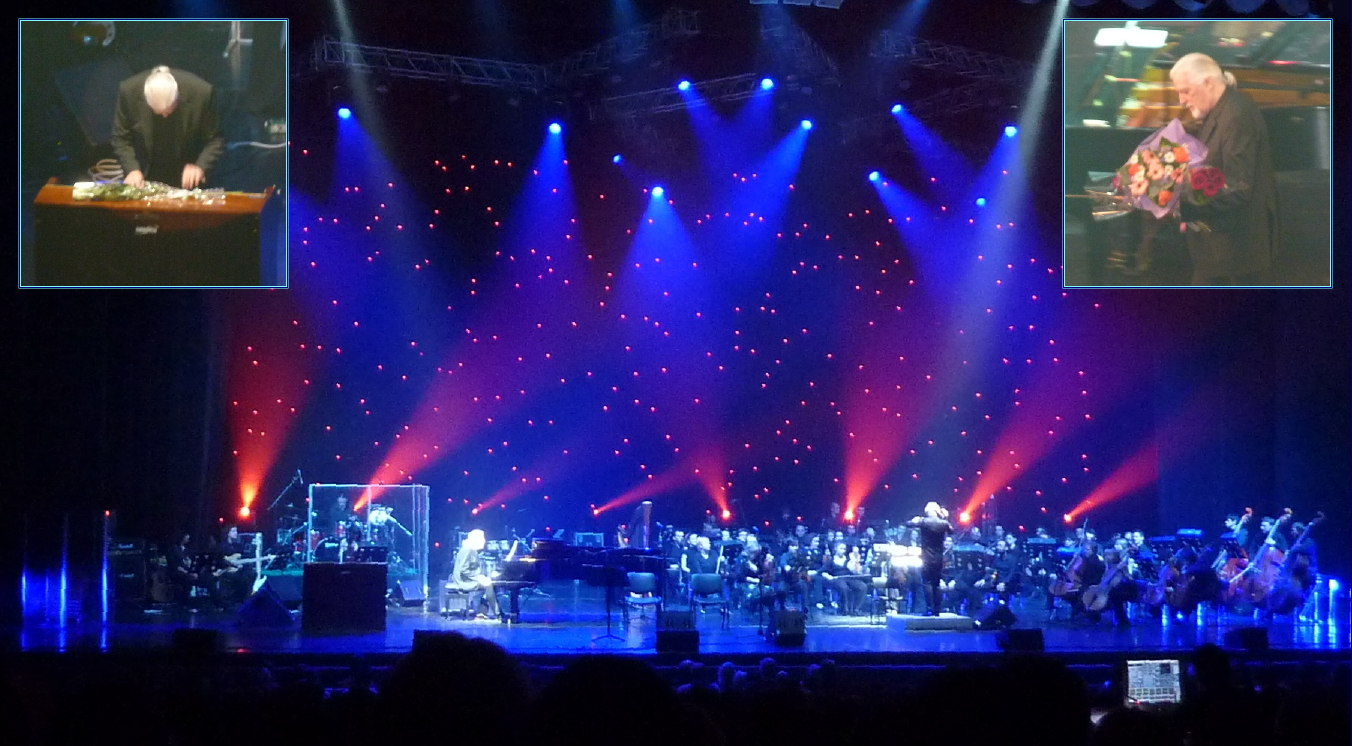
Jon Lord am 17. April 2011 im Großen Konzertsaal in Sankt Petersburg

2003, er gastierte gerade für einige Monate mit Stücken seines vorletzten Soloalbums Pictured Within in Australien, gab Lord zusammen mit der örtlichen Bluesband The Hoochie Coochie Men im Sydney Opera House ein Konzert, das später auf CD sowie auf DVD erschien.
Sein 2005 erschienenes Album Beyond the Notes besteht aus genreübergreifenden eigenwilligen Kompositionen. Auf ihm ist auch das Stück The Sun Will Shine Again zu finden, das Lord für die ehemalige ABBA-Sängerin Anni-Frid Lyngstad schrieb und mit dem sich die schwedische Sängerin erstmals seit acht Jahren wieder live zeigte.
Zuletzt komponierte Lord zwei weitere klassische Werke: Das Durham Concerto, das er 2007 zusammen mit dem Royal Liverpool Philharmonic Orchestra in der Kathedrale von Durham gab, ist eine Auftragskomposition anlässlich des 175-jährigen Jubiläums der University of Durham. Boom of the Tingling Strings wurde 2008 zusammen mit dem Queensland Orchestra in Queensland uraufgeführt.
Am 9. August 2011 – er war gerade mit dem Jon Lord Blues Project auf Tournee – teilte Lord der Öffentlichkeit mit, dass er an Bauchspeicheldrüsenkrebs leide. Alle Konzerte für das folgende Jahr sagte er ab. Am 16. Juli 2012 verstarb Jon Lord nach Behandlungen in England und Israel im Alter von 71 Jahren in einem Krankenhaus in London an den Folgen der Krankheit und an einer Lungenembolie. Bis zum Schluss hatte er im Studio an seinem letzten Album gearbeitet und auch noch der Abmischung beigewohnt. Nur wenige Tage vor seinem Tod wurde das Projekt fertiggestellt.

## Stil und Wirken
Jon Lord verkaufte zusammen mit Deep Purple rund 200 Millionen Alben mit den unterschiedlichsten Musikstilen, von Hard Rock bis zu Klassik. Er war zeitlebens inspiriert von den Werken Johann Sebastian Bachs. Jon Lord komponierte zusammen mit seinen Deep-Purple-Kollegen Songs wie Smoke on the Water, Black Night, Highway Star, Child in Time, Lazy, Fireball, Woman from Tokyo und Burn, die zu Klassikern der Rockmusik avancierten. Lord trat auch mit anderen bekannten Musikern auf, wie George Harrison, Ringo Starr, Luciano Pavarotti, David Gilmour, Rick Wakeman, Pete York oder Eric Clapton.

## Diskografie

### Soloalben
- 1971: Gemini Suite
- 1974: Windows (Live)
- 1976: Sarabande
- 1982: Before I Forget
- 1984: The Country Diary of an Edwardian Lady (Original Motion Picture Soundtrack)
- 1998: Pictured Within
- 2004: With Pictures (DVD)
- 2004: Beyond the Notes
- 2004: Beyond the Notes (Live DVD)
- 2008: Durham Concerto
- 2008: Boom of the Tingling Strings
- 2010: To Notice Such Things
- 2011: Live (mit Rousse Philharmonic Orchestra/CD+DVD)
- 2012: Concerto For Group And Orchestra (Studioaufnahme)

### Mit The Artwoods
- 1964: Art Gallery
- 1983: 100 Oxford Street

### Mit Deep Purple
- 1968: Shades of Deep Purple
- 1969: The Book of Taliesyn
- 1969: Deep Purple
- 1970: Concerto for Group and Orchestra
- 1970: Deep Purple in Rock
- 1971: Fireball
- 1972: Machine Head
- 1972: Made in Japan
- 1973: Who Do We Think We Are
- 1974: Burn
- 1974: Stormbringer
- 1975: Come Taste the Band
- 1984: Perfect Strangers
- 1987: The House of Blue Light
- 1988: Nobody’s Perfect
- 1990: Slaves and Masters
- 1993: The Battle Rages On
- 1996: Purpendicular
- 1998: Abandon

### Mit Tony Ashton
- 1974: First of the Big Bands

### Mit Paice, Ashton, Lord
- 1976: Malice in Wonderland
- 1993: First of the Big Bands – BBC Live in Concert 1974

### Mit The Hoochie Coochie Men
- 2003: Live at the Basement
- 2007: Danger: White Men Dancing

### Mit Whitesnake
- 1978: Trouble
- 1979: Lovehunter
- 1980: Ready An’ Willing, Live … In the Heart of the City
- 1981: Come An’ Get It
- 1982: Saints & Sinners
- 1984: Slide It In

### Mit Jon Lord Blues Project
- 2011: Live